# Nicky Virachkul
Nicky Virachkul (Thailand, 3 juni 1948 - Los Angeles, Californië, 17 april 1999) was een Amerikaans darter van Thaise afkomst, die uitkwam voor de BDO. 
Nicky Virachkul werd geboren in Thailand, studeerde in de Verenigde Staten en werd een genaturaliseerd staatsburger. Hij vertegenwoordigde de Verenigde Staten op verschillende internationale dart-toernooien.
Virachkul nam deel aan het eerste World Professional Darts Championship 1978 en verloor met 7-8 in de halve finale van de uiteindelijke kampioen, Leighton Rees. Hij won de derde plaats in een play-off door Stefan Lord te verslaan. Virachakul bereikte de kwartfinales bij drie andere gelegenheden: in 1981 (verloren van Eric Bristow), 1982 (verloren van Bobby George) en 1984 (verloren van Dave Whitcombe). Ondanks zijn respectabele palmares was het toch een verrassing toen hij de verdedigende wereldkampioen, Keith Deller, in de eerste ronde van het World Professional Darts Championship 1984 versloeg. Deller nam revanche in de eerste ronde van het volgende jaar. Het World Professional Darts Championship 1985 was de laatste keer voor Virachkul. Ondanks deelname aan de eerste acht Wereldkampioenschappen, kwalificeerde hij zich nooit meer nadat het toernooi in 1986 verhuisde naar de Lakeside Country Club.
Virachkul nam deel aan het derde WDF World Cup-darttoernooi in 1979 en won de singles-titel. In 1980 bereikte hij de halve finale van de Winmau World Masters. Hij won ook de Windy City Open in 1978, de North American Open in 1982 en de Dallas Open in 1983.
In 1995 ging Virachkul naar de PDC. Hij haalde dat jaar de laatste 40 op de World Matchplay. Hij verliet de PDC op 2 december 1995.
Nicky Virachkul werd in 1996 ingewijd in de National Darts Hall of Fame.

## Resultaten op Wereldkampioenschappen

### BDO
- 1978: Derde plaats: (gewonnen van Stefan Lord met 5–4) (legs)
- 1979: Laatste 16: (verloren van Alan Glazier met 1–2)
- 1980: Laatste 16: (verloren van Bill Lennard met 0–2)
- 1981: Kwartfinale: (verloren van Eric Bristow met 0–4)
- 1982: Kwartfinale: (verloren van Bobby George met 1–4)
- 1983: Laatste 32: (verloren van Keith Deller met 1–2)
- 1984: Kwartfinale: (verloren van Dave Whitcombe met 0–5)
- 1985: Laatste 32: (verloren van Keith Deller met 0–2)

### WDF

#### World Cup
- 1977: Laatste 32 (verloren van Rab Smith)
- 1979: Winnaar (gewonnen in de finale van Ceri Morgan met 4-3)
- 1981: Laatste 16 (verloren van Christer Pilblad met 3-4)
- 1983: Laatste 16 (verloren van Dave Whitcombe met 2-4)